# كأس سلوفاكيا 1994–95
كأس سلوفاكيا 1994–95 هو موسم من كأس سلوفاكيا. كان عدد الأندية المشاركة فيه 32، وفاز فيه إنتر براتيسلافا.